# Collegium Beatae Mariae Virginis

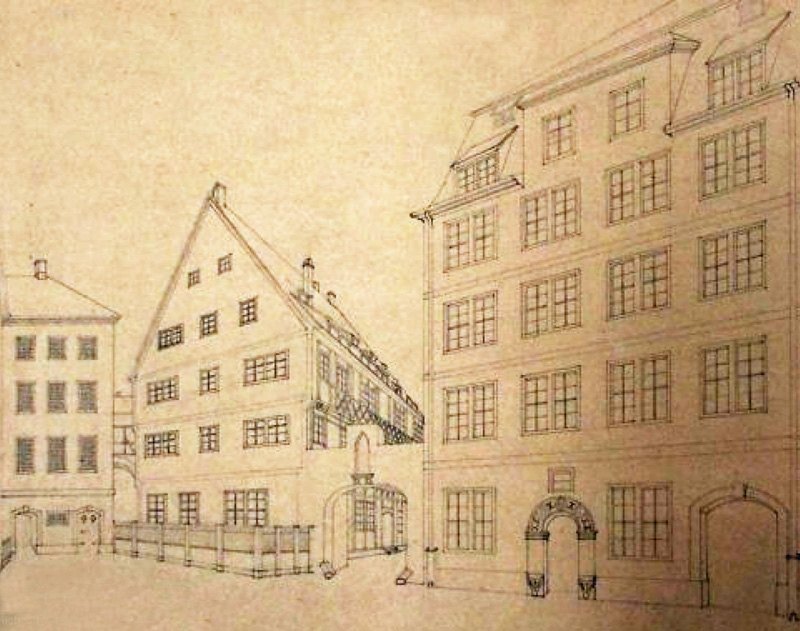
Los dos edificios del Colegio de Nuestra Señora en 1853, poco antes de su demolición en 1856.
Detrás, a la izquierda de la imagen, puede apreciarse la Georgenpförtchen, una de las puertas de la ciudad de Leipzig.

El Collegium Beatae Mariae Virginis o Colegio de Nuestra Señora, llamado en alemán Liebfrauenkolleg o, más coloquialmente, Frauenkolleg, fue uno de los cuatro colegios mayores más antiguos de la Universidad de Leipzig que, hasta 1856, dio nombre a un conjunto de edificios de la calle Brühl.

## Historia
El Frauenkolleg surgió como una iniciativa privada de algunos profesores silesios y prusianos de la Universidad de Leipzig. A pesar de lo que pudiera indicar su denominación popular, derivada de la advocación de una iglesia cercana, solo eran admitidos alumnos masculinos. Las mujeres no tuvieron libre acceso a las universidades alemanas hasta bien entrado el siglo XIX.
Sus fundadores fueron Johannes Otto von Münsterberg, que instituyó la creación del Colegio en su testamento de 1416, y Johannes Hoffmann von Schweidnitz, su albacea.
Johannes Otto von Münsterberg fue el fundador y primer rector de la Universidad de Leipzig. En 1422, Federico IV el Pacífico, margrave de Meißen, concedió al instituto los mismos derechos que disfrutaban los demás colegios universitarios de la ciudad. Unos años después, en 1440, Hofmann von Schweidnitz, que había llegado a ser obispo de Meißen, donó al colegio su casa particular. Estaba situada al sur del extremo oriental de la calle Brühl y enfrente de una capilla dedicada a la Virgen María, de la cual derivó el nombre con el que se conoció posteriormente a la institución.

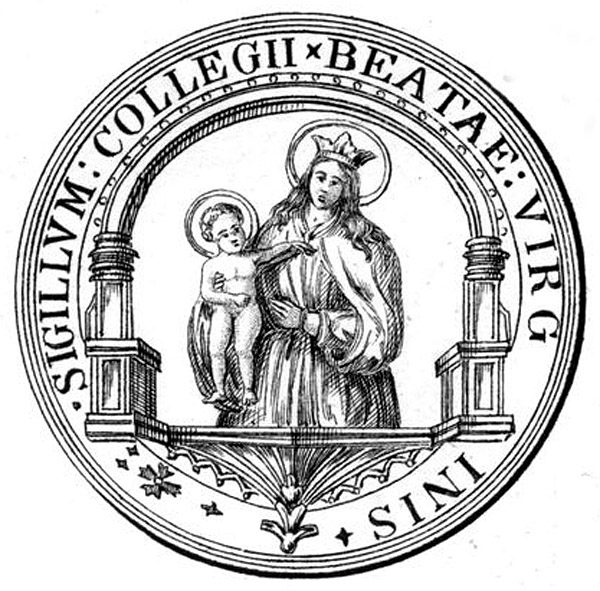
Sello del Colegio femenino de Leipzig

El Frauenkolleg proporcionaba comida y alojamiento para seis profesores: cinco silesios y un prusiano. El colegio era uno de los centros de la natio polonorum, es decir, de los estudiantes nacidos en Polonia que, junto con los sajones, los bávaros y los ciudadanos de Meißen, conformaban las cuatro principales corporaciones regionales de la Universidad.
Desde 1510 hasta 1513 el colegio fue reformado para transformarlo en una casa de tres pisos. En 1613, se renovaron tres edificios de su parte trasera y en 1817 se construyó una nueva casa en dicha zona.
El ayuntamiento compró el solar en 1856 y derribó las casas del Frauenkolleg para poder construir el Georgenhalle, cuya planta baja se dedicó, en un primer momento, al alojamiento de las carnicerías de la ciudad. Posteriormente, desde 1879 hasta 1895 fue la sede del recién fundado Reichsgericht o Tribunal del imperio alemán.